# 杨毅 (1966年)
杨毅（1966年 —），男，重庆江北人，中国人民解放军陆军中将。 

## 生平
曾任成都军区某炮兵团团长，中国人民解放军陆军第七十六集团军副军长、军长等职务，参与中国人民解放军建军90周年阅兵，担任信息通信方队领队。现任西部战区副司令员兼战区陆军司令员。